# Traiskirchen
Traiskirchen osztrák város Alsó-Ausztria Badeni járásában. 2022 januárjában 18 761 lakosa volt. 

## Elhelyezkedése

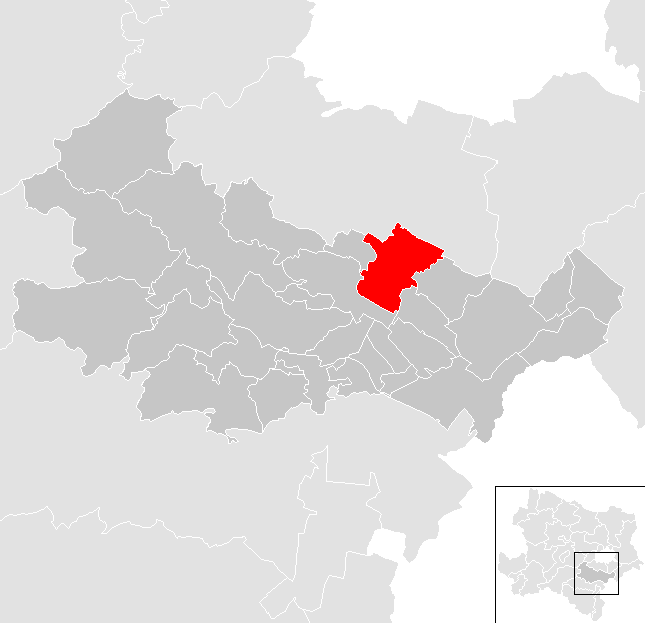
Traiskirchen a Badeni járásban

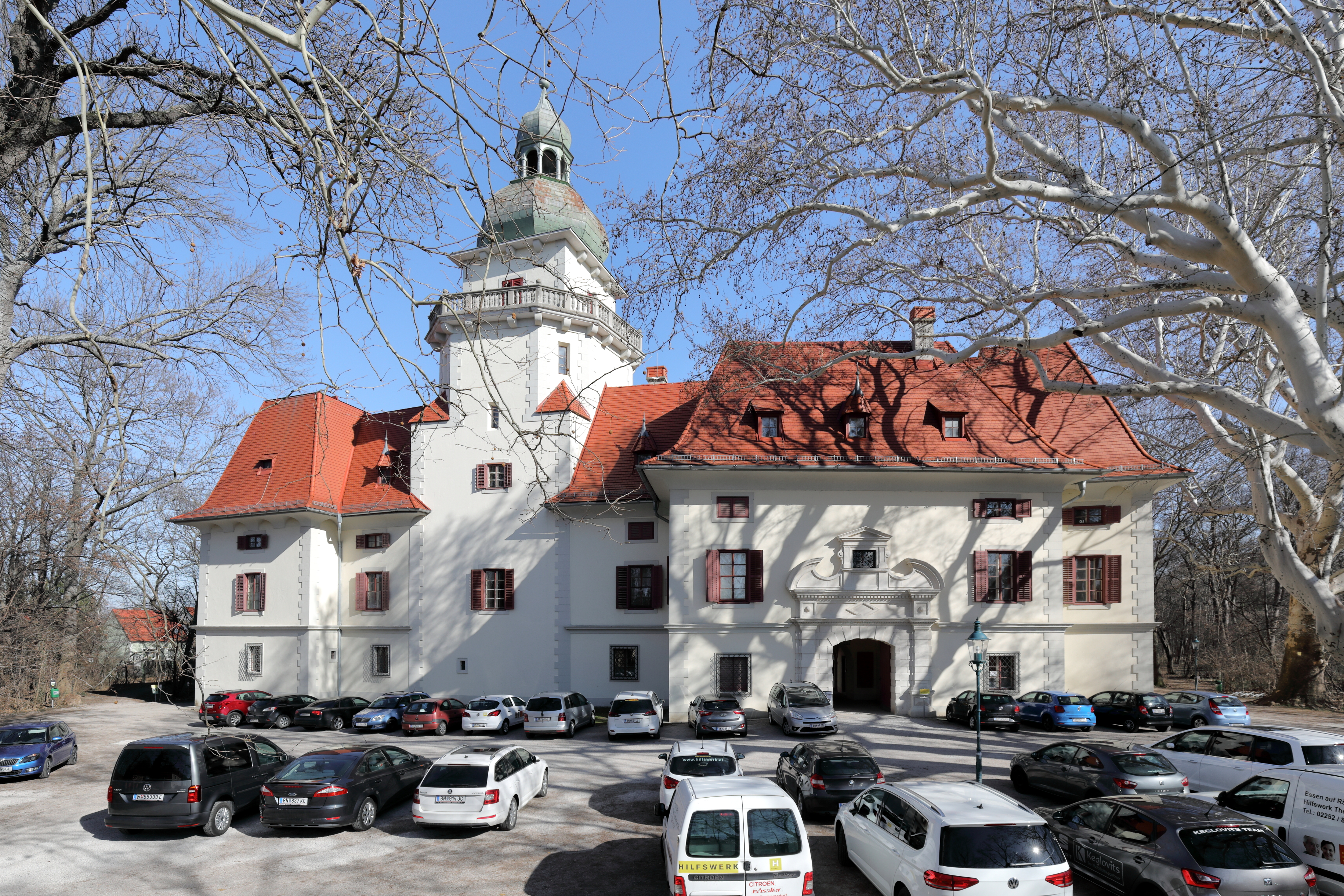
A tribuswinkeli kastély

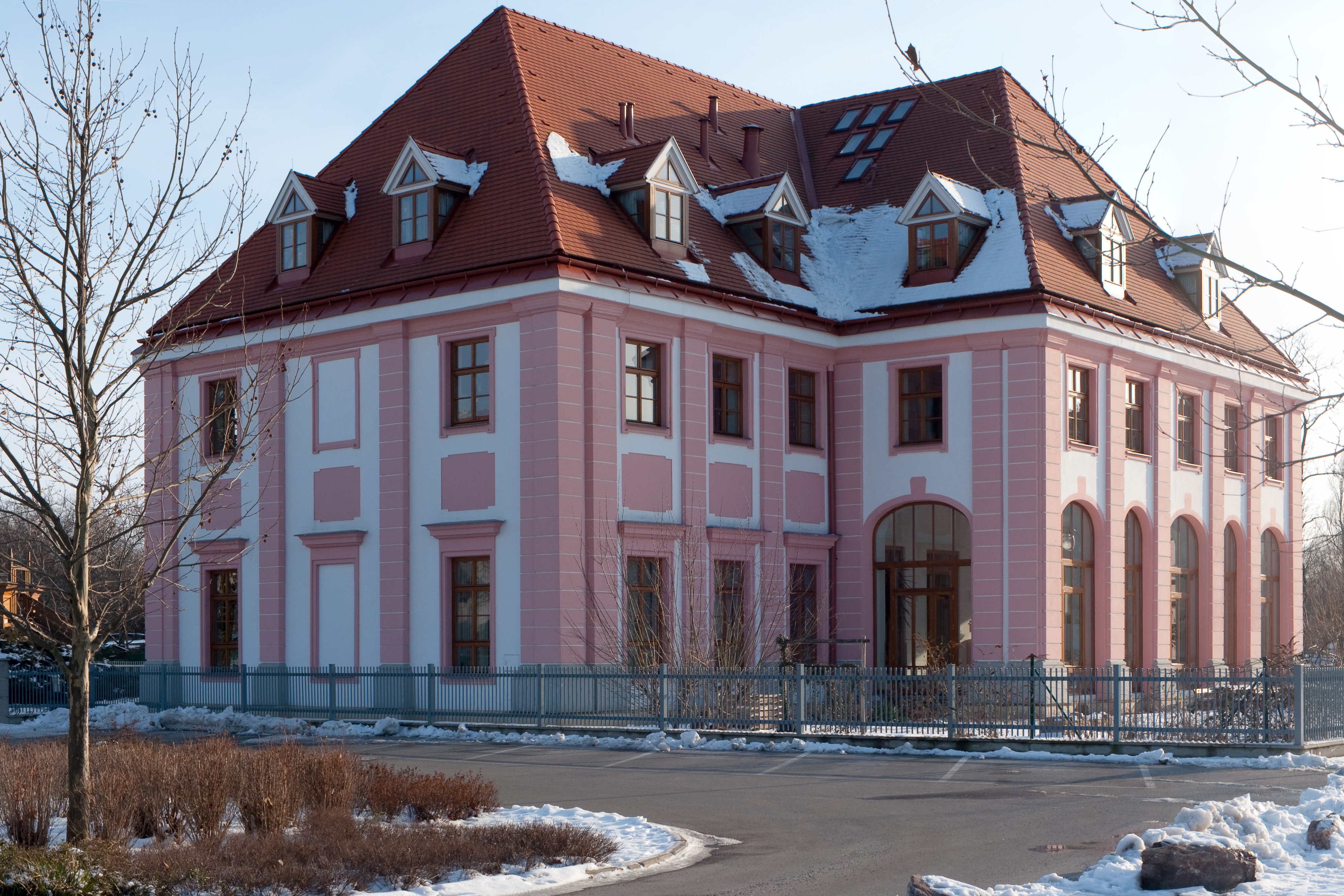
A möllersdorfi kastély

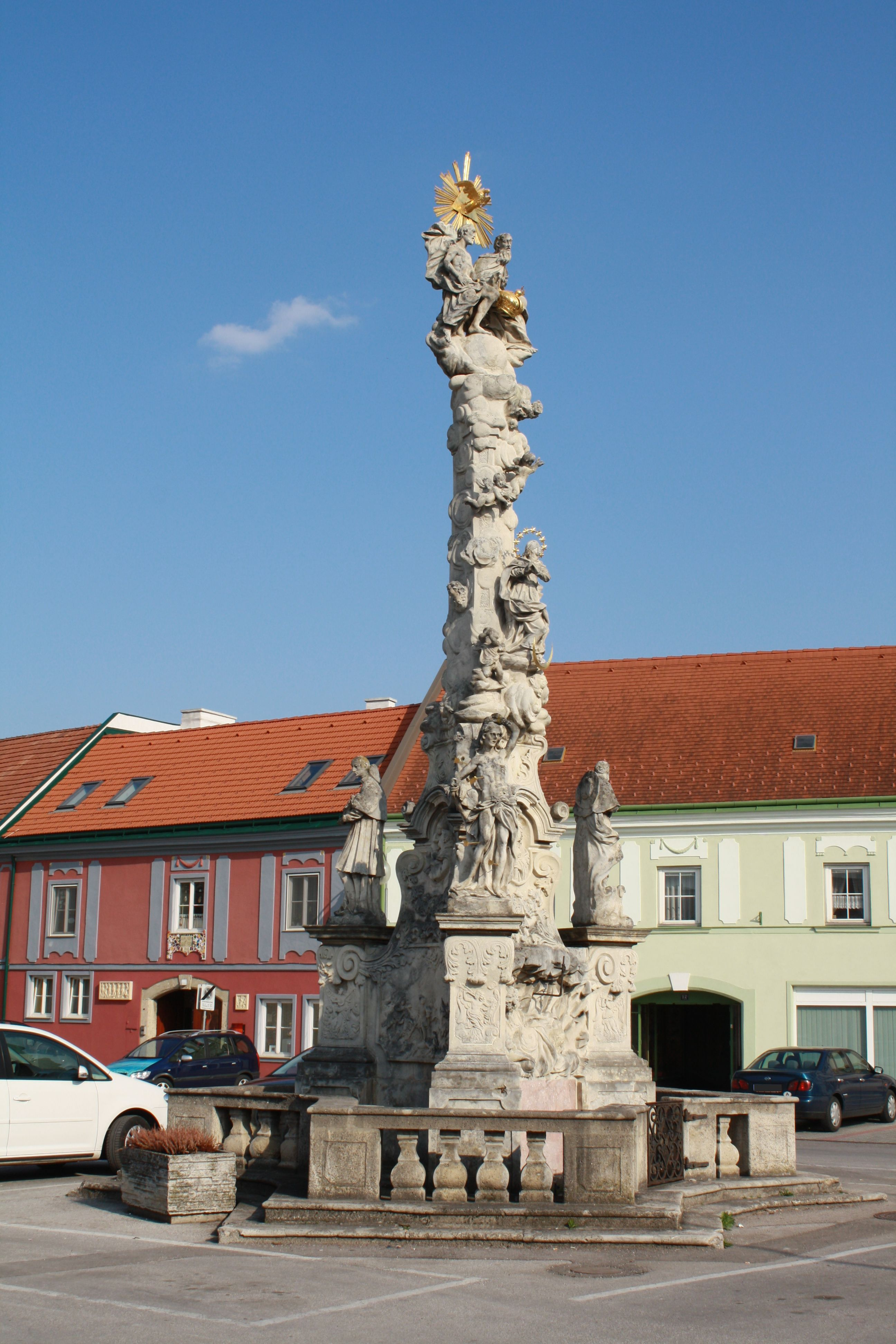
A pestisoszlop

Traiskirchen a tartomány Industrieviertel régiójában fekszik, a Bécsi-medencében. Jelentősebb folyóvizei a Schwechat, a Mühlbach, a Bécsújhelyi-csatorna és a Hörmbach. Területének 5,2%-a erdő, 50,9% áll mezőgazdasági művelés alatt. Az önkormányzat 5 települést és településrészt egyesít: Möllersdorf (4993 lakos 2022-ben), Oeynhausen (1416), Traiskirchen (7036), Tribuswinkel (4114) és Wienersdorf (3339).  
A környező önkormányzatok: keletre Trumau, délkeletre Oberwaltersdorf, délnyugatra Baden bei Wien, nyugatra Pfaffstätten, északnyugatra Gumpoldskirchen, északra Guntramsdorf, északkeletre Münchendorf.

## Története
Traiskirchen (kb. 1540-ig használt nevén Darskirch) a 14. század elején kapott mezővárosi jogokat, hétfőnként tarthatott hetivásárt. 
Bécs 1683-as ostromakor a törökök felégették a települést. Az 1713-as utolsó pestisjárvány 58 áldozatot szedett, az emlékükre emelt pestisoszlop a főtéren látható. 
1900-ban Traiskirchenben kezdték építeni az új tüzérségi kadétiskolát, amely a bécsi Arsenalban lévő kadétiskolát váltotta fel. A 19 hektáron fekvő létesítmény 20 épületből állt. Az iskola középfokú oktatást biztosított és végzősei a cs. és kir. hadseregben kadétként, majd tüzértisztként kezdhették pályafutásukat. Az első világháború után az intézményt állami iskolává alakították. Az Anschlusst követően az épületekbe bentlakásos politikai iskolát költöztettek. A második világháború végén a szovjet csapatok 1945. április 3-án szállták meg Traiskirchent. A volt kadétiskolában katonai kórházat rendeztek be, majd a megszállás 1955-ös végéig mintegy kétezer szovjet harckocsizót szállásoltak el benne. 1956-ban az épületekben magyar menekülteket fogadtak.  
Alsó-Ausztria leghosszabb ideig hivatalban maradó polgármestere, Friedrich Knotzer Traiskirchenben szolgált 1985-től 2014-es lemondásáig. 

## Lakosság
A traiskircheni önkormányzat területén 2021 januárjában 18 761 fő élt. A lakosságszám 1951 óta gyarapodó tendenciát mutat. 2020-ban az ittlakók 83+%-a volt osztrák állampolgár; a külföldiek közül 1,8% a régi (2004 előtti), 5,6% az új EU-tagállamokból érkezett. 6% az egykori Jugoszlávia (Szlovénia és Horvátország nélkül) vagy Törökország, 3,6% egyéb országok polgára volt. 2001-ben a lakosok 56,2%-a római katolikusnak, 7,3% evangélikusnak, 4,6% ortodoxnak, 9,2% mohamedánnak, 20,6% pedig felekezeten kívülinek vallotta magát. Ugyanekkor a legnagyobb nemzetiségi csoportokat a németek (80,1%) mellett a szerbek (4,5%), a törökök (3,6%), a horvátok (2,1%) és a magyarok (1,6%) alkották.
A népesség változása:

| 2016 | 18 585 |
| 2018 | 18 858 |

## Látnivalók
- a möllersdorfi kastély (ma óvoda)
- a tribuswinkeli kastély
- a Szt. Margit-plébániatemplom
- a Szt. Miklós-templom
- az evangélikus templom

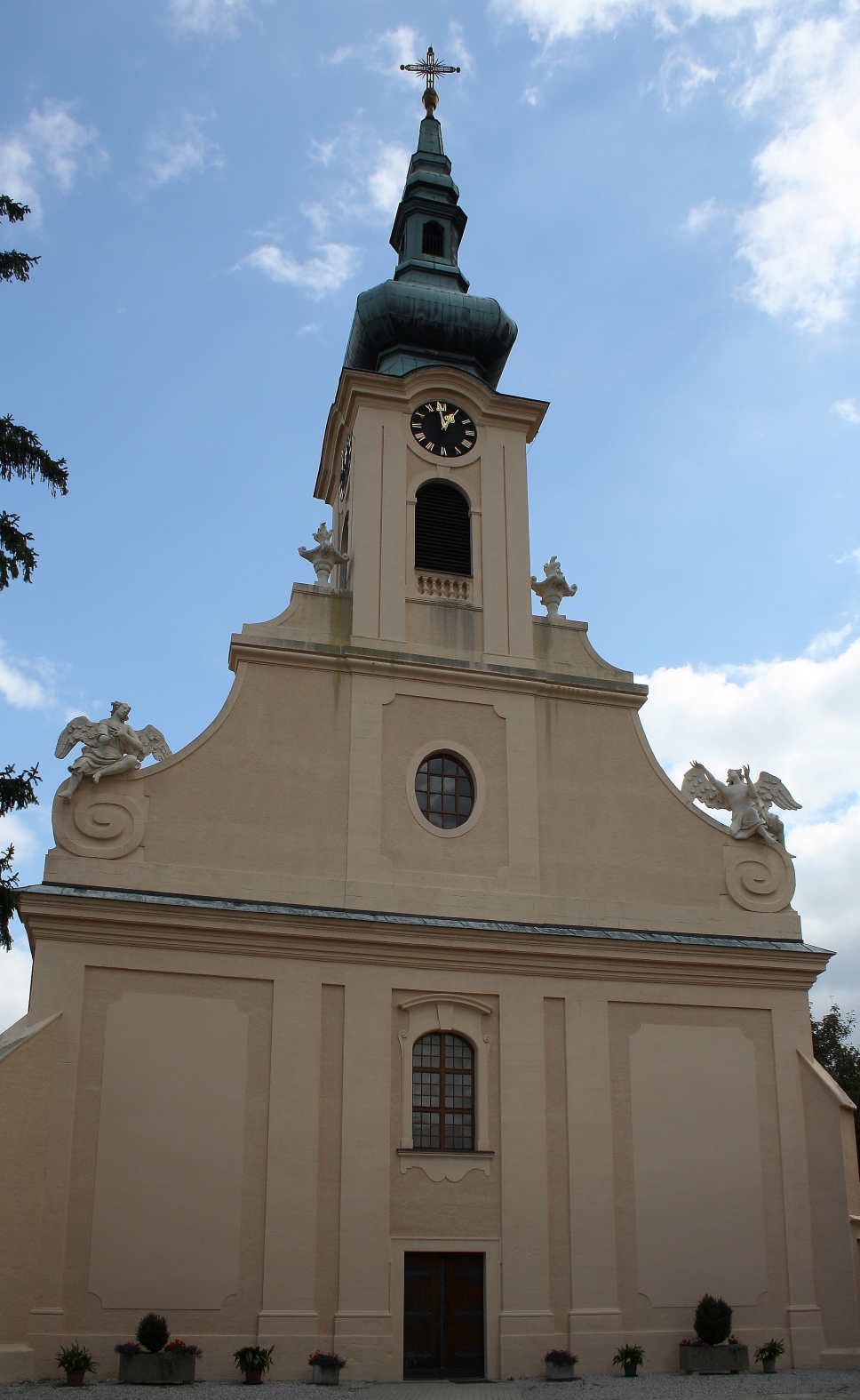
A Szt. Margit-plébániatemplom

- a tribuswinkeli Szt. Wolfgang-plébániatemplom
- az 1722-ben emelt pestisoszlop a főtéren
- a helytörténeti múzeum
- a villamosmúzeum

## Fordítás
- Ez a szócikk részben vagy egészben  a   Traiskirchen című német Wikipédia-szócikk ezen változatának fordításán alapul.  Az eredeti cikk szerkesztőit annak laptörténete sorolja fel. Ez a jelzés csupán a megfogalmazás eredetét és a szerzői jogokat jelzi, nem szolgál a cikkben szereplő információk forrásmegjelöléseként.